# 张海亮 (1970年)
张海亮（1970年10月—），中华人民共和国工程师。

## 生平
1994年，加入上海大众汽车有限公司，先后在供应部、计划物流控制部、规划部、产品工程部等多个部门任职。2007年2月，出任上海大众人事与行政执行经理，同年10月，出任上海大众销售与市场执行经理，并兼上汽大众汽车销售总经理，后升任上海汽车集团副总裁。2016年4月24日，他确认加盟乐视汽车，任职乐视超级汽车中国总裁兼COO。2017年3月20日，升任乐视超级汽车全球CEO。